# Nathan Mendelssohn (Instrumentenbauer)
Nathan Mendelssohn (auch: Carl Theodor Nathanael Mendelssohn; * 8. Dezember 1781 in Berlin; † 9. Januar 1852 ebenda) war ein erfolgreicher Mechaniker und Instrumentenbauer.

## Werdegang
Nathan war das jüngste Kind des Philosophen Moses Mendelssohn und seiner Frau Fromet, geb. Gugenheim. 1809 ließ er sich evangelisch-reformiert taufen und nahm den Vornamen Carl Theodor Nathanael an. Kurz darauf heiratete er die Lederfabrikantentochter Henriette Itzig (1781–1845), die zehn Kinder gebar, von denen jedoch nur drei das Erwachsenenalter erlebten: Arnold (1817–1854), Ottilie (1819–1848) und Wilhelm (1821–1866).
Nathan war mathematisch und naturwissenschaftlich-technisch begabt. Nach dem Besuch des Joachimsthalschen Gymnasiums in Berlin ließ er sich in Deutschland, Paris und London zum Mechaniker und Instrumentenbauer ausbilden. Bereits 1805 veröffentlichte er Berichte in wissenschaftlichen Zeitschriften über seine Erfindungen. Nach seiner Rückkehr eröffnete er 1806 in Berlin eine Werkstatt, die staatlich unterstützt und gefördert wurde und in der astronomische, geodätische und physikalische Messinstrumente hergestellt wurden, die mit den besten englischen und französischen konkurrieren konnten. Auch Alexander von Humboldt, der ein Freund der Familie Mendelssohn war, benutzte bei seinen Expeditionen wissenschaftliche Instrumente, die in Nathans Werkstatt gebaut wurden. Sein Ansehen war so groß, dass er mit Humboldts Vermittlung in der Akademie der Wissenschaften über seine Erfindungen berichten durfte.
1813 gab Nathan die Werkstatt auf, meldete sich als Freiwilliger für das 4. Churmärkische Landwehr-Infanterie-Regiment und nahm an den Kämpfen gegen die napoleonischen Truppen teil. Noch während der Militärzeit wurde er zur Inspektion thüringischer Gewehrfabriken und Büchsenmacherbetriebe abkommandiert. Wegen der damit verbundenen Verdienste wurde er nach seinem Ausscheiden aus dem Militärdienst 1814 in den Staatsdienst übernommen und in der königlichen Gewehrfabrik in Neisse/Schlesien eingesetzt. Nachdem die Fabrik 1821 privatisiert worden war, konnte er nicht weiter beschäftigt werden, erhielt jedoch bis zur Wiederanstellung 1829 ein „Inactivitätsgehalt“.
Auf der Suche nach einer neuen Existenz übersiedelte Nathan Mendelssohn 1822 mit seiner Familie in das niederschlesische Reinerz in der früheren Grafschaft Glatz und pachtete im nahe liegenden Schmelzetal (auch Weißtritztal oder Grunwalder Tal genannt) ein 24 Morgen großes Gelände. Dort errichtete er mit Unterstützung seines Bruders Joseph Mendelssohn eine Eisenhütte. Die Eisenlager in der Reinerzer Umgebung waren seit Anfang des 15. Jahrhunderts bekannt, und das Unternehmen war erfolgversprechend. Am 18. August 1823 wurde der Grundstein für einen neuen Schmelzofen gelegt und durch einen Geistlichen eingesegnet. Anwesend waren auch Nathans Bruder Abraham Mendelssohn Bartholdy und dessen Söhne Paul und Felix. Nachdem die erforderlichen Gebäude errichtet waren, konnte die Eisenhütte in Betrieb genommen werden. Geschürft wurden die Eisenerze in der näheren Umgebung (Vorgebirge der Hohen Mense, Ratschenberg, Hallatsch und Andere). Schon 1829 gab Nathan den Betrieb, der unmittelbar an den Ufern der Weistritz lag, aus nicht näher bekannten Gründen auf und verkaufte sie an den Berliner Maschinenbauer Franz Anton Egells. Es wird vermutet, dass die Eisenhütte durch die Hochwasserschäden von 1827 und 1829 stark beschädigt wurde und erneut größere Investitionen für die Instandsetzung erforderlich gewesen wären.
Ab Dezember 1829 wohnte Nathan mit seiner Familie in der 20 Kilometer entfernten Kreisstadt Glatz, wo er beim Steueramt eine Wiederanstellung im Staatsdienst erhielt und seine Söhne das Gymnasium besuchen konnten. 1834 folgte eine Beförderung zum „Haupt Amtskontrolleur“ in Liegnitz. Erst 1836 gelang ihm die Rückkehr nach Berlin, wo er als Revisor in der Haupt-Stempel- und Magazin-Verwaltung beschäftigt wurde. Diese Tätigkeit übte er bis an sein Lebensende aus.
Die Bekanntheit seiner Geschwister Dorothea, Joseph und Abraham konnte Nathan nicht erreichen. Obwohl er 1839 Mitbegründer der Polytechnischen Gesellschaft und deren Vorsitzender wurde und sein Interesse und seine Begabung für technische Entwicklungen und Neuerungen bestehen blieben, gelang es ihm nicht, die durch den Kriegsdienst unterbrochene erfolgreiche technische Laufbahn wiederaufzunehmen.
Wie seine beiden Brüder gehörte Nathan Mendelssohn der Gesellschaft der Freunde an.

## Veröffentlichungen
- Nathan Mendelssohn: Beschreibung einer verbesserten Einrichtung der Luftpumpe. In: Annalen der Physik, 1806, St. 1, S. 96–101